# 2008 à Taïwan
Cet article présente les faits marquants à 2008 à Taïwan.

## Évènements
- Samedi 12 janvier 2008 : élections législatives, gagnées par le Guomindang qui obtient 81 sièges sur 113.

- Samedi 22 mars 2008 : à l'élection présidentielle, victoire de Ma Ying-jeou, chef du kuomintang contre le candidat du président sortant Chen Shui-bian avec 58,45 % des suffrages exprimés. Investiture prévue pour le 20 mai prochain. Le nouveau président s'est présenté comme la candidat de l'ouverture et de l'accélération des échanges avec la Chine populaire, parlant même de la perspective d'un « marché commun » et de jeter « les fondations d'un siècle de paix et de prospérité ».

- Dimanche 30 mars 2008 : une centaine de manifestants ont protesté contre la répression au Tibet et ont scandé des slogans hostiles au président chinois Hu Jintao.

- Dimanche 13 avril 2008 : le vice-président Vincent Siew a rencontré pendant vingt minutes le président chinois Hu Jintao en marge du Forum économique asiatique sur l'île tropicale de Hainan. La discussion se serait portée sur l'économie et en particulier sur l'établissement de vols charters directs.

- Samedi 14 juin 2008 : signature avec la Chine d'un accord concernant la reprise à partir du 4 juillet des liaisons aériennes régulières interrompues depuis 1949. Dix-huit vols hebdomadaires sans escales desserviront huit villes de l'île et du continent, mais ne concerneront que les hommes d'affaires et les touristes chinois et taïwanais. En 2007, plus d'un million de taïwanais se sont rendus en Chine continentale, notamment à Shanghai et Taïwan a investi directement plus de 100 milliards de dollars dans l'industrie chinoise. Trois mille touristes chinois seront admis dans l'île chaque jour mais devront se déplacer en groupe de 10 à 40 et pour des séjours de 10 jours maximum.

- Mercredi 10 décembre 2008 : la brasserie d'État de Taïwan va pouvoir lancer son produit pilote "Taiwan Beer" dans les provinces méridionales de la Chine à partir de février 2009, grâce au récent accord des autorités chinoises pour autoriser l'enregistrement de la marque.

- Vendredi 12 décembre 2008 : l'ancien président Chen Shui-bian, en détention provisoire depuis un mois, est inculpé pour « corruption, blanchiment d'argent, détournement de fonds publics et faux en documents », ainsi que son épouse Wu Shu-chen et 12 autres prévenus.